# Cozzo (motorfiets)
De Cozzo is een motorfiets met een 174cc-viertaktmotor die in april 1954 werd gepresenteerd door de Milanese constructeur Cozzo.
De machine had een liggende cilinder met een kettingaangedreven bovenliggende nokkenas. Het was een blokmotor met een in het blok geïntegreerde vierversnellingsbak. Ook het frame was bijzonder: het had een centrale buis en het achterwiel, dat door een cardanas werd aangedreven, was eenzijdig opgehangen met een Sturcher-veer/dempereenheid.
Het bleef echter bij een prototype. Een dergelijke dure constructie voor een lichte motorfiets was waarschijnlijk niet levensvatbaar, want er werd nooit meer iets van het merk vernomen.